# Date Sanemoto
Date Sanemoto (伊達実元?; 1527 – 16 luglio 1587) è stato un samurai giapponese del periodo Sengoku, appartenente al clan Date.
Sanemoto era il terzo figlio di Date Tanemune e supportò il padre nelle sue campagne.
Doveva essere adottato da Uesugi Sadazane ma la resistenza di entrambi i clan, sia Date che Uesugi, sfociò in un conflitto interno alla famiglia Date chiamato conflitto Tenbun.
Dopo questi eventi divenne un valido servitore prima di suo fratello Harumune e poi di suo nipote Terumune.
Suo figlio fu Date Shigezane.